# Спортивное поле (стадион)
Спортивное поле (укр. Спортивне поле) — первый стационарный стадион в Киеве. Торжественно открыт 12 августа 1912 года.

## История
Отсутствие в городе стадиона тормозило развитие физкультуры и спорта, поэтому местные спортсмены не имели возможности принимать команды из других городов. В 1912 восемь энтузиастов создали консорциум и взяли на Лукьяновке у землевладельца Ф. М. Ясногурского участок земли в аренду. Здесь, между улицами Дикой (в настоящее время Студенческая), Филипповской и Монастырской они построили стадион «Спортивное поле» на манер парижского «Парк де Пренс». Стадион имел крытые трибуны на 1000 мест, открытые трибуны со скамьями на 1750 мест, а также площадку на две тысячи стоячих мест. Это первое в городе специализированное спортивное сооружение имело возможность принимать соревнование по футболу, легкоатлетическому и конькобежному спорту, а также велосипедные и мотоциклетные гонки.
12 августа 1912 состоялось торжественное открытие стадиона. «Спортивное поле» было украшено праздничными флажками и лентами, все трибуны были полностью заполнены зрителями. Открывал стадион военный оркестр и хор под руководством П. Г. Гончарова. В этот день состоялись соревнования по многим видам спорта, но главным событием стал футбольный матч, в котором встречались чешские «Славия» и футбольная команда киевского спортивного клуба «Старт». Встреча завершилась ничьей — 0:0. Праздник завершился большим фейерверком.

## Стадион и спортивная олимпиада 1913

Бег с препятствиями на Спортивном поле

На лето 1913 года правительство Российской империи запланировало провести Первую Всероссийскую олимпиаду в Киеве. Спортивный комитет выделил на соревнование 10 тысяч рублей. 13 июля Олимпийский комитет в конторе нотариуса О. М. Боробикина заключил соглашение на аренду «Спортивного поля», на котором должна была состояться основная часть соревнований. Уже до конца месяца были подготовлены к соревнованиям трибуны, велотрек, беговые дорожки, гимнастический инвентарь. Особенное внимание уделялось сооружению ложи для высоких гостей. Её установили на возвышении, декорировали по последней моде и украсили цветами национального флага. Кроме центральной, были построены ложи для зрителей стоимостью в 10 рублей каждая. Места для сидения оценивались в зависимости от близости к центральной ложе — от 5 рублей до 75 копеек за место. Бралась плата и за стоячие места. .
В программу соревнований на стадионе вошли: десятиборье, кросс-кантри (бег с естественными препятствиями), футбол, гонки на велосипедах и мотоциклах, гимнастика и тому подобное. В олимпиаде принимали участие лишь четыре футбольных команды. В финале сборная Политехнического института победила команду «Славия» и получила приз — Серебряный Кубок города Киева.
Из последующей судьбы стадиона известно лишь то, что он сгорел во время Первой мировой войны.